# Pachyteria loebli
Pachyteria loebli är en skalbaggsart som beskrevs av Morati och Joseph Huet 2004. Pachyteria loebli ingår i släktet Pachyteria och familjen långhorningar. Inga underarter finns listade i Catalogue of Life.